# Josuiji Shinri
定水寺真理（日语：／），是Holostars所属的一位英語虚拟主播，於2023年1月8日出道。

## 人物概述
定水寺真理是Holostars EN冒險者公會（TEMPUS）的成員。外觀設定是一位浪人，角色設定是一位箭無虛發的「長弓達人」，曾為戰爭所苦而隱居了一段日子，直到有天看見年輕人與成群「壞變獸」作戰，他才決定重拾弓箭挺身而出。
定水寺真理的角色設計者為。直播內容以電子遊戲和雜談為主。

## 活動歷史
定水寺真理於2023年1月8日，進行初配信，並在同日youtube頻道達成10萬訂閱。
2024年6月16日，公布3D模型並進行直播。同年9月17日，因飼養的寵物過世，宣布暫停活動。同年9月26日回歸。

## 參與活動

### 遊戲
- Doppelganger (2023年11月14日)[11]

## 音樂作品

### holostar English -TEMPUS-
|      | 發布日期      | 樂曲名稱    | 數位媒體規格產品編號 | 備註 |
| ---- | ------------- | ----------- | -------------------- | ---- |
| 單曲 |               |             |                      |      |
| 1    | 2023年1月9日  | Always Tied | CVRD-253             |      |
| 2    | 2023年9月12日 | Woven Fates | CVRD-327             |      |
| 3    | 2023年9月12日 | FLEX        | CVRD-329             |      |
| 4    | 2024年8月23日 | Unchained   | CVRD-464             |      |

## 外部連結
- Josuiji Shinri在holostars的官方主頁 （日語）
- YouTube上的Josuiji Shinri Ch. HOLOSTARS-EN頻道（英文）
- Josuiji Shinri的X（前Twitter）
- Josuiji Shinri的Instagram帳戶
- Josuiji Shinri的TikTok